# Buduș, Bistrița-Năsăud
Buduș, mai demult Budacul Mic (în dialectul săsesc Beodesdref, în germană Budesdorf, Bodesdorf, Klein-Budak, în maghiară Alsóbudak, Kisbudak) este un sat în comuna Budacu de Jos din județul Bistrița-Năsăud, Transilvania, România. al XIII-lea de coloniștii sași.

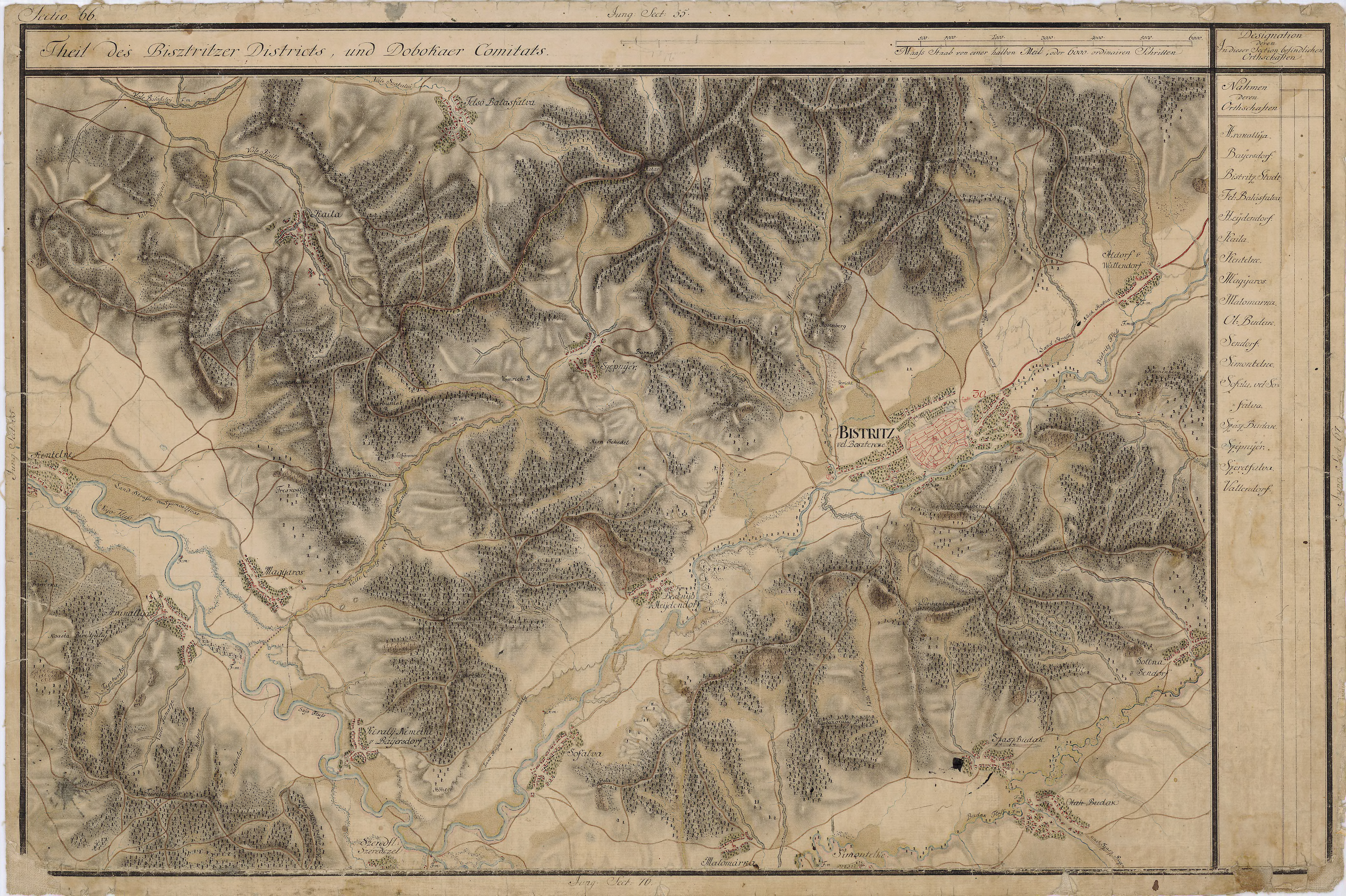
Buduş în Harta Iosefină a Transilvaniei, 1769-73

## Istoric
Este atestată documentar din anul 1345.
În anul 1621 sașii s-au strămutat în Budacu de Jos (mai demult "Budacu Săsesc"), iar în Buduș au fost așezați români și maghiari. 

## Lăcașuri de cult
- Biserica Evanghelică-Lutherană, a fost folosită până în 1870 de comunitatea reformată maghiară, care cu timpul a dispărut. În prezent edificiul de cult religios se află în stare de ruină.

## Obiectiv memorial
Troița Eroilor Români din Primul Război Mondial. Troița este amplasată în centrul localității și a fost înălțată în anul 1937, pentru cinstirea memoriei ostașilor români căzuți în Primul Război Mondial. Aceasta are o înălțime de 3 m, având la bază un soclu din beton, în timp ce crucea este realizată din fier forjat. Monumentul nu are gard împrejmuitor. În plan frontal sunt înscrise numele a 20 eroi români și anii când s-au jertfit: 1914-1918.